# Jesús
A cidade peruana de Jesús é a capital da Província de Lauricocha, situada no Departamento de Huánuco, pertencente a Região de Huánuco, Peru.